# Сомалска струја
Сомалска струја је топла струја, која настаје у летњој половини године под утицајем југозападног пасата и егзистује од априла до септембра. Она представља северни крак Јужне екваторијалне струје и креће се дуж обала Сомалије и Омана. Креће се ка истоку и храни воде Источне монсунске струје.